# Liste der Reichstagsabgeordneten der Weimarer Republik (3. Wahlperiode)
Diese Liste gibt einen Überblick über alle Mitglieder des Deutschen Reichstages der 3. Wahlperiode nach der Reichstagswahl vom 7. Dezember 1924.

## Zusammensetzung
Nach der Reichstagswahl vom 7. Dezember 1924 setzte sich der Reichstag wie folgt zusammen:
| Fraktion | Beginn der Legislaturperiode | Ende der Legislaturperiode | Zugänge | Abgänge | Saldo |
| --- | ---------------------------- | -------------------------- | --- | --- | ----- |
| SPD | 131                          | 131                        | | – | +/−0  |
| DNVP | 111                          | 107                        | – | 1. Best 2. Döbrich 3. Dorsch (Hessen) 4. Hänse (Thüringen) | −4    |
| Zentrum | 69                           | 67                         | – | 1. Lange-Hegermann 2. Roß | −2    |
| DVP | 51                           | 50                         | – | 1. Hepp | −1    |
| KPD | 45                           | 30                         | – | 1. Katz 2. Korsch 3. Schwarz (Berlin) 4. Schlagewerth 5. Frau Golke 6. Urbahns 7. Scholem 8. Schwan 9. Schütz 10. Schlecht 11. Bohla 12. Kenzler 13. Vierath 14. Rosenberg 15. Tiedt | −15   |
| DDP | 32                           | 32                         | – | – | +/−0  |
| Wirtschaftliche Vereinigung (Wirtschaftspartei – BBB – DHP)                                                          | 21                           | 21                         | – | – | +/−0  |
| BVP | 19                           | 19                         | – | – | +/−0  |
| Nationalsozialistische Freiheitsbewegung später: DVFP und NSDAP (Völkische Arbeitsgemeinschaft) kein Fraktionsstatus | 14                           | 0                          | 1. Best (Gast) | – | −14   |
| NSDAP kein Fraktionsstatus                                                                                           | –                            | 7                          | 1. Dietrich (Franken) 2. Feder 3. Frick 4. Kube 5. Graf zu Reventlow 6. Stöhr 7. Strasser                                                                    | – | +7    |
| Völkische Arbeitsgemeinschaft (Völkisch-nationaler Block) kein Fraktionsstatus                                       | –                            | 5                          | 1. von Graefe (Mecklenburg) 2. Henning 3. von Ramin 4. Schröder (Mecklenburg) 5. Weidenhöfer                                                                 | – | +5    |
| Linke Kommunisten kein Fraktionsstatus                                                                               | –                            | 13                         | 1. Katz 2. Korsch 3. Schwarz (Berlin) 4. Schlagewerth 5. Frau Golke 6. Urbahns 7. Scholem 8. Schwan 9. Schütz 10. Schlecht 11. Bohla 12. Kenzler 13. Vierath | – | +13   |
| Christlich-Nationale Bauern- und Landvolkpartei kein Fraktionsstatus                                                 | –                            | 4                          | 1. Döbrich 2. Dorsch (Hessen) 3. Hänse (Thüringen) 4. Hepp                                                                                                   | – | +4    |
| Volksrechtpartei kein Fraktionsstatus                                                                                | –                            | 3                          | 1. Best 2. Seiffert 3. Roß | – | +3    |
| fraktionslos | 0                            | 4                          | 1. Lange-Hegermann 2. Ludendorff 3. Rosenberg 4. Tiedt | – | +4    |
| gesamt | 493                          | 493                        | – | – | –     |

## Präsidium
- Präsident des Reichstages: Paul Löbe (SPD)
- Erster Stellvertreter: Walther Graef (DNVP)
- Zweiter Stellvertreter: Johannes Bell (Zentrum) bis 16. Juli 1926, Thomas Eßer (Zentrum) ab 4. November 1926
- Dritter Stellvertreter: Jakob Riesser (DVP)

Die erste Sitzung des Reichstages am 5. Januar 1925 wurde von Alterspräsident Wilhelm Bock (SPD) eröffnet. In der zweiten Sitzung am 7. Januar 1925 wurde das Präsidium gewählt.
Nach der Ernennung zum Reichsminister der Justiz und seiner gleichzeitigen Beauftragung mit der Wahrnehmung der Geschäfte des Reichsministers für die besetzten Gebiete am 16. Juli 1926 legte Johannes Bell sein Amt als 2. Stellvertreter des Reichstagspräsidenten nieder. In der 226. Sitzung am 4. November 1926 fand deshalb eine Nachwahl statt.
| Abgeordneter                      | Präsident | 1. Vizepräsident | 2. Vizepräsident | 3. Vizepräsident | 2. Vizepräsident Nachwahl |
| --------------------------------- | --------- | ---------------- | ---------------- | ---------------- | ------------------------- |
| Paul Löbe (SPD)                   | 231       |                  |                  |                  |                           |
| Max Wallraf (DNVP)                | 112       |                  |                  |                  |                           |
| Siegfried von Kardorff (DVP)      | 51        |                  |                  |                  |                           |
| Ernst Thälmann (KPD)              | 35        | 28               |                  |                  |                           |
| Kuno Graf von Westarp (DNVP)      | 6         |                  |                  |                  |                           |
| Constantin Fehrenbach (Zentrum)   | 6         |                  |                  |                  |                           |
| Anton Höhle (Zentrum)             | 1         |                  |                  |                  |                           |
| Wilhelm Kahl (DVP)                | 1         |                  |                  |                  |                           |
| Walther Graef (DNVP)              |           | 247              |                  |                  |                           |
| Johannes Bell (Zentrum)           |           | 116              | durch Zuruf      |                  |                           |
| Jakob Rießer (DVP)                |           |                  |                  | durch Zuruf      |                           |
| Thomas Eßer (Zentrum)             |           |                  |                  |                  | 321                       |
| Walter Stoecker (KPD)             |           |                  |                  |                  | 24                        |
| August Crone-Münzebrock (Zentrum) |           |                  |                  |                  | 1                         |
| Karl Hepp (DVP)                   |           |                  |                  |                  | 1                         |
| Tony Sender (SPD)                 |           |                  |                  |                  | 1                         |
| Agnes Plum (KPD)                  |           |                  |                  |                  | 1                         |
| abgegebene Stimmen                | 447       | 444              |                  |                  | 378                       |
| ungültige Stimmen                 | 4         | 48               |                  |                  | 2                         |
| gültige Stimmen                   | 443       | 396              |                  |                  | 376                       |

## Mitglieder
| Abgeordneter                           | Lebensdaten | Partei                                   | Wahlkreis                      | Bemerkungen |
| -------------------------------------- | ----------- | ---------------------------------------- | ------------------------------ | --- |
| Otto Adams                             | 1887–1966   | DVP                                      | 22 (Düsseldorf-Ost)            | |
| Lore Agnes                             | 1876–1953   | SPD                                      | 22 (Düsseldorf-Ost)            | |
| Helmuth Albrecht                       | 1885–1953   | DVP                                      | 16 (Südhannover-Braunschweig)  | |
| Joseph Allekotte                       | 1867–1944   | Zentrum                                  | 23 (Düsseldorf-West)           | |
| Ludwig Alpers                          | 1866–1959   | DHP                                      | 15 (Ost-Hannover)              | eingetreten am 19. Mai 1925 für Abg. Sievers                                                                                           |
| Josef Andre                            | 1879–1950   | Zentrum                                  | 31 (Württemberg)               | |
| Maria Ansorge                          | 1880–1955   | SPD                                      | 07 (Breslau)                   | |
| Martha Arendsee                        | 1885–1953   | KPD                                      | Reichswahlvorschlag            | |
| Marie Arning                           | 1887–1957   | SPD                                      | 10 (Magdeburg)                 | |
| Siegfried Aufhäuser                    | 1884–1969   | SPD                                      | 02 (Berlin)                    | |
| Georg Bachmann                         | 1885–1971   | DNVP                                     | 26 (Franken)                   | |
| Benedikt Bachmeier                     | 1887–1970   | BBB                                      | 25 (Niederbayern)              | |
| Paul Baecker                           | 1874–1946   | DNVP                                     | Reichswahlvorschlag            | |
| Paul Bader                             | 1865–1945   | SPD                                      | 10 (Magdeburg)                 | |
| Elise Bartels                          | 1880–1925   | SPD                                      | 16 (Süd-Hannover-Braunschweig) | verstorben am 25. Oktober 1925 |
| Georg Barth                            | 1876–1947   | DNVP                                     | 28 (Dresden-Bautzen)           | |
| Franz Bartschat                        | 1872–1952   | DDP                                      | Reichswahlvorschlag            | |
| Gustav Bauer                           | 1870–1944   | SPD                                      | 10 (Magdeburg)                 | ausgeschieden am 6. Februar 1925 |
| Gertrud Bäumer                         | 1873–1954   | DDP                                      | 12 (Thüringen)                 | |
| Michael Bayersdörfer                   | 1867–1940   | BVP                                      | 27 (Pfalz)                     | |
| Wilhelm Bazille                        | 1874–1934   | DNVP                                     | 31 (Württemberg)               | |
| Adalbert Beck                          | 1863–1946   | Zentrum                                  | 09 (Oppeln)                    | |
| Johannes Becker                        | 1875–1955   | Zentrum                                  | 18 (Westfalen-Süd)             | |
| Johann Becker                          | 1869–1951   | DVP                                      | 33 (Hessen-Darmstadt)          | |
| Heinrich Becker                        | 1877–1964   | SPD                                      | 19 (Hessen-Nassau)             | |
| Margarete Behm                         | 1860–1929   | DNVP                                     | Reichswahlvorschlag            | |
| Franz Behrens                          | 1872–1943   | DNVP                                     | 01 (Ostpreußen)                | |
| Oskar Beier                            | 1875–1941   | Wirtschaftspartei                        | 28 (Dresden-Bautzen)           | |
| Johannes Bell                          | 1868–1949   | Zentrum                                  | 23 (Düsseldorf-West)           | |
| Ferdinand Bender                       | 1870–1939   | SPD                                      | 10 (Magdeburg)                 | |
| Ludwig Bergsträßer                     | 1883–1960   | DDP                                      | 04 (Potsdam I)                 | |
| Emil Berndt                            | 1874–1954   | DNVP                                     | 02 (Berlin)                    | |
| Eduard Bernstein                       | 1850–1932   | SPD                                      | 03 (Potsdam II)                | |
| Johann-Heinrich Graf von Bernstorff    | 1862–1939   | DDP                                      | 13 (Schleswig-Holstein)        | |
| Paul Bertz                             | 1886–1950   | KPD                                      | 30 (Chemnitz-Zwickau)          | |
| Georg Best                             | 1855–1946   | DNVP                                     | Reichswahlvorschlag            | später Gast der Völkischen Arbeitsgemeinschaft, dann Volksrechtpartei                                                                  |
| Paul Beusch                            | 1883–1925   | Zentrum                                  | 02 (Berlin)                    | verstorben am 15. August 1925 |
| Heinrich Beythien                      | 1873–1952   | DVP                                      | 15 (Ost-Hannover)              | |
| Theodor Bickes                         | 1868–1933   | DVP                                      | 31 (Württemberg)               | |
| Adolf Biedermann                       | 1881–1933   | SPD                                      |                                | eingetreten am 4. November 1926 für Abg. Paeplow                                                                                       |
| Franz Biener                           | 1866–1940   | DNVP                                     | 30 (Chemnitz-Zwickau)          | |
| Louis Biester                          | 1882–1965   | SPD                                      | 13 (Schleswig-Holstein)        | |
| Otto Fürst von Bismarck                | 1897–1975   | DNVP                                     | 14 (Weser-Ems)                 | |
| Johannes Blum                          | 1857–1946   | Zentrum                                  | 23 (Düsseldorf-West)           | |
| Wilhelm Bock                           | 1846–1931   | SPD                                      | 12 (Thüringen)                 | |
| Fritz Bockius                          | 1882–1945   | Zentrum                                  | 33 (Hessen-Darmstadt)          | |
| Karl Böhme                             | 1877–1940   | DDP                                      | Reichswahlvorschlag            | später DVP |
| Hans Bohla                             | 1891–1928   | KPD                                      | Reichswahlvorschlag            | ab August 1927 Linke Kommunisten, verstorben am 8. Januar 1928                                                                         |
| Clara Bohm-Schuch                      | 1879–1936   | SPD                                      | 02 (Berlin)                    | |
| Eugen Bolz                             | 1881–1945   | Zentrum                                  | 31 (Württemberg)               | |
| Franz Bornefeld-Ettmann                | 1881–1961   | Zentrum                                  | 17 (Westfalen-Nord)            | |
| Fritz Borrmann                         | 1869–1942   | Wirtschaftspartei                        | Reichswahlvorschlag            | |
| Peter Bossen                           | 1866–1958   | DNVP                                     | 13 (Schleswig-Holstein)        | |
| Adolf Braun                            | 1862–1929   | SPD                                      | 26 (Franken)                   | |
| Otto Braun                             | 1872–1955   | SPD                                      | 23 (Düsseldorf-West)           | |
| Heinrich Brauns                        | 1868–1939   | Zentrum                                  | 14 (Weser-Ems)                 | |
| Johann Viktor Bredt                    | 1879–1940   | Wirtschaftspartei                        | Reichswahlvorschlag            | |
| Rudolf Breitscheid                     | 1874–1944   | SPD                                      | 04 (Potsdam I)                 | |
| Carl Brekelbaum                        | 1863–1956   | DNVP                                     | 34 (Hamburg)                   | |
| August Brey                            | 1864–1937   | SPD                                      | 16 (Süd-Hannover-Braunschweig) | |
| Alfred Brodauf                         | 1871–1946   | DDP                                      | 30 (Chemnitz-Zwickau)          | |
| Wilhelm Bruhn                          | 1869–1951   | DNVP                                     | 05 (Frankfurt a. O.)           | |
| Heinrich Brüning                       | 1885–1970   | Zentrum                                  | 07 (Breslau)                   | |
| Franz Brüninghaus                      | 1870–1951   | DVP                                      | 30 (Chemnitz-Zwickau)          | |
| Bernhard Buchholz                      | 1870–1954   | Zentrum                                  | 05 (Frankfurt a. d. O.)        | |
| Albert Buchmann                        | 1894–1975   | KPD                                      | 24 (Oberbayern-Schwaben)       | |
| Otto Buchwitz                          | 1879–1964   | SPD                                      | 08 (Liegnitz)                  | |
| Gustav Budjuhn                         | 1869–1939   | DNVP                                     | 04 (Potsdam I)                 | |
| Johannes Büll                          | 1878–1970   | DDP                                      | 34 (Hamburg)                   | |
| Albert Bülow                           | 1883–1961   | SPD                                      |                                | eingetreten am 31. März 1925 für Abg. Horn                                                                                             |
| Friedrich Cramm                        | 1874–1942   | DVP                                      | 16 (Süd-Hannover-Braunschweig) | |
| Carl Cremer                            | 1876–1953   | DVP                                      | 11 (Merseburg)                 | |
| August Creutzburg                      | 1892–1941   | KPD                                      | 10 (Magdeburg)                 | |
| Arthur Crispien                        | 1875–1946   | SPD                                      | 02 (Berlin)                    | |
| August Crone-Münzebrock                | 1882–1947   | Zentrum                                  | 19 (Hessen-Nassau)             | |
| Julius Curtius                         | 1877–1948   | DVP                                      | 32 (Baden)                     | |
| Anton Damm                             | 1874–1962   | Zentrum                                  | 32 (Baden)                     | |
| Walther Dauch                          | 1874–1943   | DVP                                      | 34 (Hamburg)                   | |
| Franz Dauer                            | 1873–1937   | BVP                                      | 25 (Niederbayern)              | |
| Eduard David                           | 1863–1930   | SPD                                      | 33 (Hessen-Darmstadt)          | |
| Philipp Dengel                         | 1888–1948   | KPD                                      | 18 (Westfalen-Süd)             | - |
| Bernhard Dernburg                      | 1865–1937   | DDP                                      | 03 (Potsdam II)                | |
| Friedrich Dessauer                     | 1881–1963   | Zentrum                                  | 19 (Hessen-Nassau)             | |
| Johann-Georg von Dewitz                | 1878–1958   | DNVP                                     | Reichswahlvorschlag            | |
| Wilhelm Dieckmann                      | 1889–1947   | SPD                                      |                                | eingetreten am 3. März 1928 für Abg. Stollberg                                                                                         |
| Sebastian Diernreiter                  | 1875–1956   | BVP                                      | 24 (Oberbayern-Schwaben)       | |
| Georg Dietrich                         | 1888–1971   | SPD                                      | 12 (Thüringen)                 | |
| Hans Dietrich                          | 1898–1945   | NF                                       | 26 (Franken)                   | später NSDAP |
| Hermann Dietrich                       | 1879–1954   | DDP                                      | 32 (Baden)                     | |
| Hermann Dietrich                       | 1856–1930   | DNVP                                     | Reichswahlvorschlag            | |
| Heinrich Dietze                        | 1882–1964   | DNVP                                     | 30 (Chemnitz-Zwickau)          | |
| Carl Diez                              | 1877–1969   | Zentrum                                  | 32 (Baden)                     | |
| Robert Dißmann                         | 1878–1926   | SPD                                      | 19 (Hessen-Nassau)             | verstorben am 30. Oktober 1926 |
| Wilhelm Dittmann                       | 1874–1954   | SPD                                      | 10 (Magdeburg)                 | |
| Friedrich Döbrich                      | 1872–1953   | DNVP                                     | 12 (Thüringen)                 | später Christlich-Nationale Bauern- und Landvolkpartei                                                                                 |
| Alwin Domsch                           | 1871–1954   | DNVP                                     | 28 (Dresden-Bautzen)           | |
| Wilhelm Dorsch                         | 1868–1939   | DNVP                                     | 33 (Hessen-Darmstadt)          | später Christlich-Nationale Bauern- und Landvolkpartei                                                                                 |
| Hedwig Dransfeld                       | 1871–1925   | Zentrum                                  | Reichswahlvorschlag            | verstorben am 13. März 1925 |
| Hermann Drewitz                        | 1887–1955   | Wirtschaftspartei                        | Reichswahlvorschlag            | |
| Gottfried von Dryander                 | 1876–1951   | DNVP                                     | 23 (Düsseldorf-West)           | |
| Johannes Dunkel                        | 1876–1942   | Wirtschaftspartei                        | 12 (Thüringen)                 | |
| Paul Eggers                            | 1888–1939   | DNVP                                     | 13 (Schleswig-Holstein)        | |
| Otto Eggerstedt                        | 1886–1933   | SPD                                      | 13 (Schleswig-Holstein)        | |
| Franz Ehrhardt                         | 1880–1956   | Zentrum                                  | 09(Oppeln)                     | |
| Emil Eichhorn                          | 1863–1925   | KPD                                      | 02 (Berlin)                    | verstorben am 26. Juli 1925 |
| Georg Eisenberger                      | 1863–1945   | BBB                                      | 24 (Oberbayern-Schwaben)       | |
| Hans Ellenbeck                         | 1889–1959   | DNVP                                     | 22 (Düsseldorf-Ost)            | |
| Erich Emminger                         | 1880–1951   | BVP                                      | 24 (Oberbayern-Schwaben)       | |
| Heinrich Engberding                    | 1869–1939   | DVP                                      | 17 (Westfalen Nord)            | |
| Anton Erkelenz                         | 1878–1945   | DDP                                      | 22 (Düsseldorf-Ost)            | |
| Joseph Ersing                          | 1882–1956   | Zentrum                                  | 32 (Baden)                     | |
| Thomas Eßer                            | 1870–1948   | Zentrum                                  | 20 (Köln-Aachen)               | |
| Botho-Wendt Graf zu Eulenburg          | 1883–1945   | DNVP                                     | 01 (Ostpreußen)                | |
| Friedrich Everling                     | 1891–1958   | DNVP                                     | 35 (Mecklenburg)               | |
| Gottfried Feder                        | 1883–1941   | NF                                       | 30 (Chemnitz-Zwickau)          | später NSDAP |
| Anton Fehr                             | 1881–1954   | BBB                                      | Reichswahlvorschlag            | |
| Constantin Fehrenbach                  | 1852–1926   | Zentrum                                  | 32 (Baden)                     | verstorben am 26. März 1926 |
| Franz Feilmayr                         | 1870–1934   | Zentrum                                  | 31 (Württemberg)               | |
| Franz Feldmann                         | 1868–1937   | SPD                                      | 07 (Breslau)                   | |
| Gustav Ferl                            | 1890–1970   | SPD                                      |                                | eingetreten am 13. Februar 1925 für Abg. Bauer                                                                                         |
| Adolf Findeisen                        | 1859–1942   | DVP                                      | 30 (Chemnitz-Zwickau)          | |
| Otto Fischbeck                         | 1865–1939   | DDP                                      | Reichswahlvorschlag            | |
| Hermann Fischer                        | 1873–1940   | DDP                                      | Reichswahlvorschlag            | |
| Richard Fischer                        | 1855–1926   | SPD                                      | 02 (Berlin)                    | verstorben am 21. September 1926 |
| Ruth Fischer eigentlich Elfriede Golke | 1895–1961   | KPD                                      | 02 (Berlin)                    | ab August 1926 fraktionslos, ab November 1926 Linke Kommunisten                                                                        |
| Hermann Fleißner                       | 1865–1939   | SPD                                      | 28 (Dresden-Bautzen)           | |
| Wilhelm Florin                         | 1894–1944   | KPD                                      | 20 (Köln-Aachen)               | |
| Richard Frankfurter                    | 1873–1953   | DDP                                      |                                | eingetreten am 10. Februar 1928 für Abg. Raschig                                                                                       |
| Axel Freiherr von Freytag-Loringhoven  | 1878–1942   | DNVP                                     | 07 (Breslau)                   | |
| Wilhelm Frick                          | 1877–1946   | NF                                       | 24 (Oberbayern-Schwaben)       | später NSDAP |
| Johann Friedrich Fröhling              | 1878–1952   | BVP                                      |                                | eingetreten am 1. November 1926 für Abg. Graf von Lerchenfeld                                                                          |
| August Frölich                         | 1877–1966   | SPD                                      | 12 (Thüringen)                 | |
| Curt Wilhelm Fromm                     | 1888–1953   | DNVP                                     | 26 (Franken)                   | |
| Hedwig Fuchs                           | 1864–1944   | Zentrum                                  |                                | eingetreten am 8. März 1929 für Abg. Lammers                                                                                           |
| Oskar Geck                             | 1867–1928   | SPD                                      | 32 (Baden)                     | |
| Fritz Geisler                          | 1890–1945?  | DNVP                                     | 03 (Potsdam II)                | |
| Franz Gerauer                          | 1869–1952   | BVP                                      | 25 (Niederbayern)              | |
| Günther Gereke                         | 1893–1970   | DNVP                                     | 11 (Merseburg)                 | |
| Otto Gerig                             | 1885–1944   | Zentrum                                  | 20 (Köln-Aachen)               | |
| Liborius Gerstenberger                 | 1864–1925   | BVP                                      | 26 (Franken)                   | verstorben am 6. April 1925 |
| Ottomar Geschke                        | 1882–1957   | KPD                                      | 03 (Potsdam II)                | |
| Carl Giebel                            | 1878–1930   | SPD                                      | 05 (Frankfurt a. O.)           | |
| Johannes Giesberts                     | 1865–1938   | Zentrum                                  | 22 (Düsseldorf-Ost)            | |
| Paul Giese                             | 1875–1947   | DNVP                                     | 04 (Potsdam I)                 | |
| Alfred Gildemeister                    | 1875–1928   | DVP                                      | 14 (Weser-Ems)                 | |
| Gottfried Gok                          | 1869–1945   | DNVP                                     | 34 (Hamburg)                   | |
| Hans von Goldacker                     | 1882–1957   | DNVP                                     | Reichswahlvorschlag            | |
| Elfriede Golke gen. Ruth Fischer       | 1895–1961   | KPD                                      | 02 (Berlin)                    | ab August 1926 fraktionslos, ab November 1926 Linke Kommunisten                                                                        |
| Walter Goetz                           | 1867–1958   | DDP                                      | 29 (Leipzig)                   | |
| Walther Graef                          | 1873–1937   | DNVP                                     | 12 (Thüringen)                 | |
| Albrecht von Graefe                    | 1868–1933   | NF                                       | Reichswahlvorschlag            | später Völkische Arbeitsgemeinschaft (Völkisch-nationaler Block)                                                                       |
| Peter Graßmann                         | 1873–1939   | SPD                                      | 34 (Hamburg)                   | |
| Johannes Groß                          | 1879–1954   | Zentrum                                  | 31 (Württemberg)               | |
| Otto Grotewohl                         | 1894–1964   | SPD                                      |                                | eingetreten am 31. Oktober 1925 für Abg. Frau Bartels                                                                                  |
| Theodor von Guérard                    | 1863–1943   | Zentrum                                  | 21 (Coblenz-Trier)             | |
| Heinrich Haag                          | 1879–1947   | DNVP                                     | 31 (Württemberg)               | |
| Ludwig Haas                            | 1875–1930   | DDP                                      | Reichswahlvorschlag            | |
| Karl Haedenkamp                        | 1889–1955   | DNVP                                     | Reichswahlvorschlag            | |
| Franz Hänse                            | 1866–1949   | DNVP                                     | 12 (Thüringen)                 | später Christlich-Nationale Bauern- und Landvolkpartei                                                                                 |
| Ernst Hamkens                          | 1869–1945   | DVP                                      | 13 (Schleswig-Holstein)        | |
| August Hampe                           | 1866–1945   | DHP                                      | 16 (Südhannover-Braunschweig)  | |
| Alfred Hanemann                        | 1872–1957   | DNVP                                     | 32 (Baden)                     | |
| Gustav Harmony                         | 1875–1959   | DNVP                                     | Reichswahlvorschlag            | |
| Georg Hartmann                         | 1875–1955   | DNVP                                     | 28 (Dresden-Bautzen)           | |
| Emil Hartwig                           | 1873–1943   | DNVP                                     | 19 (Hessen-Nassau)             | |
| Heinrich Havemann                      | 1871–1951   | DVP                                      | Reichswahlvorschlag            | |
| Friedrich Heckert                      | 1884–1936   | KPD                                      | Reichswahlvorschlag            | |
| Hugo Heimann                           | 1859–1951   | SPD                                      | 02 (Berlin)                    | |
| Kurt Heinig                            | 1886–1956   | SPD                                      |                                | eingetreten am 5. Januar 1927 für Abg. Zubeil                                                                                          |
| Rudolf Heinze                          | 1865–1928   | DVP                                      | 28 (Dresden-Bautzen)           | |
| Wilhelm Helling                        | 1881–1925   | SPD                                      | 14 (Weser-Ems)                 | verstorben am 4. September 1925 |
| Emil Hemeter                           | 1880–1945   | DNVP                                     | 11 (Merseburg)                 | |
| Alfred Henke                           | 1868–1946   | SPD                                      | 14 (Weser-Ems)                 | |
| Wilhelm Henning                        | 1879–1943   | NF                                       | Reichswahlvorschlag            | später Völkische Arbeitsgemeinschaft (Völkisch-nationaler Block)                                                                       |
| Paul Hensel                            | 1867–1944   | DNVP                                     | 01 (Ostpreußen)                | |
| Karl Hepp                              | 1889–1970   | DVP                                      | 19 (Hessen-Nassau)             | später Christlich-Nationale Bauern- und Landvolkpartei                                                                                 |
| Franz Herbert                          | 1885–1945   | BVP                                      | 26 (Franken)                   | |
| Oskar Hergt                            | 1869–1967   | DNVP                                     | 08 (Liegnitz)                  | |
| Carl Herold                            | 1848–1931   | Zentrum                                  | 17 (Westfalen-Nord)            | |
| Paul Hertz                             | 1888–1961   | SPD                                      | Reichswahlvorschlag            | |
| Theodor Heuss                          | 1884–1963   | DDP                                      | 31 (Württemberg)               | |
| Karl Hildenbrand                       | 1864–1935   | SPD                                      | 31(Württemberg)                | |
| Rudolf Hilferding                      | 1877–1941   | SPD                                      | Reichswahlvorschlag            | |
| Gustav Hoch                            | 1862–1942   | SPD                                      | 19 (Hessen-Nassau)             | |
| Anton Höfle                            | 1882–1925   | Zentrum                                  | 12 (Thüringen)                 | ausgeschieden am 9. Februar 1925 |
| Emil Höllein                           | 1880–1929   | KPD                                      | 12 (Thüringen)                 | |
| Edwin Hoernle                          | 1883–1952   | KPD                                      | 01 (Ostpreußen)                | |
| Otto Hoetzsch                          | 1876–1946   | DNVP                                     | 29 (Leipzig)                   | |
| Curt Hoff                              | 1888–1950   | DVP                                      | 05 (Frankfurt a. O.)           | |
| Johannes Hoffmann                      | 1867–1930   | SPD                                      | 27 (Pfalz)                     | |
| Hermann Hofmann                        | 1880–1941   | Zentrum                                  | Reichswahlvorschlag            | |
| Karl Hofmann                           | 1862–1928   | Zentrum                                  | 20 (Köln-Aachen)               | |
| Franz Holzamer                         | 1872–1945   | Wirtschaftspartei                        | 04 (Potsdam I)                 | |
| Rudolf ten Hompel                      | 1878–1948   | Zentrum                                  | 17 (Westfalen-Nord)            | |
| Michael Horlacher                      | 1888–1957   | BVP                                      | 25 (Niederbayern)              | |
| August Horn                            | 1866–1925   | SPD                                      |                                | verstorben am 26. März 1925 |
| Franz Horster                          | 1887–1953   | Zentrum                                  |                                | eingetreten am 30. März 1928 für Abg. Rheinländer                                                                                      |
| Gustav Hülser                          | 1887–1971   | DNVP                                     | 07 (Breslau)                   | |
| Oskar Hünlich                          | 1887–1963   | SPD                                      | 14 (Weser-Ems)                 | |
| Heinrich Hüttmann                      | 1868–1928   | SPD                                      | 19 (Hessen-Nassau)             | |
| Alfred Hugenberg                       | 1865–1951   | DNVP                                     | 17 (Westfalen-Nord)            | |
| Otto Hugo                              | 1878–1942   | DVP                                      | 17 (Westfalen-Nord)            | |
| Andreas Huke                           | 1876–1962   | Zentrum                                  |                                | eingetreten am 18. Februar 1925 für Abg. Höfle                                                                                         |
| Hermann Hummel                         | 1876–1952   | DDP                                      | 10 (Magdeburg)                 | |
| Friedrich Ernst Husemann               | 1873–1935   | SPD                                      | 18 (Westfalen Süd)             | |
| Heinrich Imbusch                       | 1878–1945   | Zentrum                                  | 18 (Westfalen-Süd)             | |
| Gerhard Jacobshagen                    | 1890–1953   | SPD                                      | 27 (Pfalz)                     | |
| Anton Jadasch                          | 1888–1964   | KPD                                      | 09 (Oppeln)                    | |
| Carl Jäcker                            | 1884–1974   | SPD                                      | 01 (Ostpreußen)                | |
| Willy Jandrey                          | 1877–1945   | DNVP                                     | 06 (Pommern)                   | |
| Alfred Janschek                        | 1874–1955   | SPD                                      | 17 (Westfalen-Nord)            | |
| Friedrich Jendrosch                    | 1890–1944   | KPD                                      | 09 (Oppeln)                    | ausgeschieden aufgrund des Urteils des Wahlprüfungsgerichts vom 28. Juni 1924                                                          |
| Heinrich Janson                        | 1869–1940   | DVP                                      | 27 (Pfalz)                     | |
| Franz Jörissen                         | 1868–1932   | Wirtschaftspartei                        | Reichswahlvorschlag            | |
| Joseph Joos                            | 1878–1965   | Zentrum                                  | 20 (Köln-Aachen)               | |
| Marie Juchacz                          | 1879–1956   | SPD                                      | 04 (Potsdam I)                 | |
| Hermann Julier                         | 1877–1939   | DNVP                                     | 32 (Baden)                     | |
| Paul Junke                             | 1886–1945   | SPD                                      | 16 (Süd-Hannover-Braunschweig) | |
| Ludwig Kaas                            | 1881–1952   | Zentrum                                  | 21 (Coblenz-Trier)             | |
| D. Wilhelm Kahl                        | 1849–1932   | DVP                                      | Reichswahlvorschlag            | |
| Wilhelm Kalle                          | 1870–1954   | DVP                                      | 19 (Hessen-Nassau)             | |
| Thomas Kaltenecker                     | 1891–1960   | BBB                                      | 25 (Niederbayern)              | |
| Siegfried von Kardorff                 | 1873–1945   | DVP                                      | 03 (Potsdam II)                | |
| August Karsten                         | 1888–1981   | SPD                                      | 16 (Süd-Hannover-Braunschweig) | |
| Iwan Katz                              | 1889–1956   | KPD                                      |                                | ab Januar 1926 fraktionslos, ab November 1926 Linke Kommunisten                                                                        |
| Wilhelm Keil                           | 1870–1968   | SPD                                      | 31 (Württemberg)               | |
| Otto Keinath                           | 1879–1948   | DVP                                      | Reichswahlvorschlag            | |
| Hans Arthur von Kemnitz                | 1870–1955   | DNVP                                     | 05 (Frankfurt a. O.)           | |
| Adolf Kempkes                          | 1871–1931   | DVP                                      | 22 (Düsseldorf-Ost)            | |
| Georg Kenzler                          | 1884–1959   | KPD                                      | 32 (Baden)                     | ab Juli 1927 Linke Kommunisten |
| Peter Kerp                             | 1872–1931   | Zentrum                                  | 21 (Koblenz-Trier)             | |
| Andreas Kerschbaum                     | 1874–1933   | BBB                                      | 26 (Franken)                   | |
| Walter von Keudell                     | 1884–1973   | DNVP                                     | 05 (Frankfurt a. d. O.)        | |
| Emil Kirschmann                        | 1888–1948   | SPD                                      | 21 (Coblenz-Trier)             | |
| Fritz Kling                            | 1879–1941   | BBB                                      | 24 (Oberbayern-Schwaben)       | |
| Hermann Klingspor                      | 1885–1969   | DVP                                      | 18 (Westfalen Süd)             | |
| Florian Klöckner                       | 1868–1947   | Zentrum                                  | 23 (Düsseldorf-West)           | |
| Moritz Klönne                          | 1878–1962   | DNVP                                     | Reichswahlvorschlag            | |
| Wilhelm Knoll                          | 1873–1947   | Zentrum                                  | 33 (Hessen-Darmstadt)          | |
| Koch                                   | 1873–1937   | Zentrum                                  | Reichswahlvorschlag            | |
| Wilhelm Koch                           | 1877–1950   | DNVP                                     | 22 (Düsseldorf-Ost)            | |
| Erich Koch                             | 1875–1944   | DDP                                      | 02 (Berlin)                    | |
| Wilhelm Koenen                         | 1886–1963   | KPD                                      | 11 (Merseburg)                 | |
| Artur Koenig                           | 1884–?      | KPD                                      | 22 (Düsseldorf-Ost)            | ausgeschieden am 29. November 1925 |
| Max König                              | 1868–1941   | SPD                                      | 18 (Westfalen-Süd)             | |
| Julius Kopsch                          | 1855–1935   | DDP                                      | 08 (Liegnitz)                  | |
| Adolf Korell                           | 1872–1941   | DDP                                      | 33 (Hessen-Darmstadt)          | |
| Theodor Körner                         | 1863–1933   | DNVP                                     | Reichswahlvorschlag            | |
| Karl Korsch                            | 1886–1961   | KPD                                      | 12 (Thüringen)                 | Ende April 1926 fraktionslos, November 1926 Linke Kommunisten                                                                          |
| Franz Kotzke                           | 1868–1931   | SPD                                      | 05 (Frankfurt a. O.)           | |
| Hermann Krätzig                        | 1871–1954   | SPD                                      | 28 (Dresden-Bautzen)           | |
| Wilhelm Kröger                         | 1873–1932   | SPD                                      | 35 (Mecklenburg)               | |
| Heinrich Krone                         | 1895–1989   | Zentrum                                  |                                | eingetreten am 7. September 1925 für Abg. Spahn (Berlin)                                                                               |
| Richard Krüger                         | 1880–1965   | SPD                                      | 11 (Merseburg)                 | |
| Wilhelm Kube                           | 1887–1943   | NF                                       | Reichswahlvorschlag            | später NSDAP |
| Wilhelm Külz                           | 1875–1948   | DDP                                      | 28 (Dresden-Bautzen)           | |
| Franz Künstler                         | 1888–1942   | SPD                                      | 03 (Potsdam II)                | |
| Bernhardt Kuhnt                        | 1876–1946   | SPD                                      | 30 (Chemnitz-Zwickau)          | |
| Walther Kulenkampff                    | 1883–1929   | DVP                                      | 10 (Magdeburg)                 | |
| Walther Lambach                        | 1885–1943   | DNVP                                     | Reichswahlvorschlag            | |
| Clemens Lammers                        | 1882–1957   | Zentrum                                  | Reichswahlvorschlag            | |
| Otto Landsberg                         | 1869–1957   | SPD                                      | Reichswahlvorschlag            | |
| Franz Xaver Lang                       | 1867–1934   | BVP                                      | 24 (Oberbayern-Schwaben)       | |
| Thusnelda Lang-Brumann                 | 1880–1953   | BVP                                      | Reichswahlvorschlag            | |
| Hermann Lange-Hegermann                | 1877–1961   | Zentrum                                  | 17 (Westfalen-Nord)            | später fraktionslos |
| Franz Laufkötter                       | 1857–1925   | SPD                                      | 34 (Hamburg)                   | verstorben am 15. November 1925 |
| Wilhelm Laverrenz                      | 1879–1955   | DNVP                                     | 02 (Berlin)                    | |
| Julius Leber                           | 1891–1945   | SPD                                      | 35 (Mecklenburg)               | |
| Johann Leicht                          | 1868–1940   | BVP                                      | 26 (Franken)                   | |
| Paul Lejeune-Jung                      | 1882–1944   | DNVP                                     | 07 (Breslau)                   | |
| Ernst Lemmer                           | 1898–1970   | DDP                                      | 06 (Pommern)                   | |
| Bernhard Leopold                       | 1879–1962   | DNVP                                     | 11 (Merseburg)                 | |
| Hugo Graf von Lerchenfeld              | 1871–1944   | BVP                                      | 26 (Franken)                   | ausgeschieden am 31. Oktober 1926 |
| Richard Leutheußer                     | 1867–1945   | DVP                                      | 12 (Thüringen)                 | |
| Paul Levi                              | 1883–1930   | SPD                                      | 30 (Chemnitz-Zwickau)          | |
| Heinrich Limbertz                      | 1874–1932   | SPD                                      | 22 (Düsseldorf-Ost)            | |
| Heinrich Lind                          | 1878–1941   | DNVP                                     | 19 (Hessen-Nassau)             | |
| Hans-Erdmann von Lindeiner-Wildau      | 1883–1947   | DNVP                                     | 19 (Hessen-Nassau)             | |
| Richard Lipinski                       | 1867–1936   | SPD                                      | 29 (Leipzig)                   | |
| Paul Löbe                              | 1875–1967   | SPD                                      | 07 (Breslau)                   | |
| Kurt Löwenstein                        | 1885–1939   | SPD                                      | 03 (Potsdam II)                | |
| Diederich Logemann                     | 1872–1959   | DNVP                                     | 16 (Südhannover-Braunschweig)  | |
| Karl Lohmann                           | 1866–1946   | DNVP                                     | Reichswahlvorschlag            | |
| Martin Loibl                           | 1869–1933   | BVP                                      | 24 (Oberbayern-Schwaben)       | |
| Ernst Lucke                            | 1873–1947   | Wirtschaftspartei                        | 30 (Chemnitz-Zwickau)          | |
| Erich Ludendorff                       | 1865–1937   | NF                                       | Reichswahlvorschlag            | später fraktionslos |
| Josef Lübbring                         | 1876–1931   | SPD                                      | 01 (Ostpreußen)                | |
| Marie-Elisabeth Lüders                 | 1878–1966   | DDP                                      | 02 (Berlin)                    | |
| Konrad Ludwig                          | 1880–1935   | SPD                                      | 18 (Westfalen-Süd)             | |
| Ernst Martin                           | 1885–1974   | DNVP                                     | 10 (Magdeburg)                 | |
| Wilhelm Marx                           | 1863–1946   | Zentrum                                  | 22 (Düsseldorf-Ost)            | |
| Peter Maslowski                        | 1893–1983   | KPD                                      | 17 (Westfalen Nord)            | |
| Elsa Matz                              | 1881–1959   | DVP                                      | Reichswahlvorschlag            | |
| Stefan Meier                           | 1889–1944   | SPD                                      | 32 (Baden)                     | |
| Clara Mende                            | 1869–1947   | DVP                                      | 12 (Thüringen)                 | |
| Ernst Mentzel                          | 1878–1960   | DNVP                                     | 06 (Pommern)                   | |
| Wilhelm Merck                          | 1867–1929   | BVP                                      | Reichswahlvorschlag            | |
| Felix Graf von Merveldt                | 1862–1926   | DNVP                                     | Reichswahlvorschlag            | verstorben am 21. Oktober 1926 |
| Johann Meyer                           | 1889–1950   | KPD                                      | 26 (Franken)                   | |
| Heinrich Meyer                         | 1878–1948   | DHP                                      | 15 (Ost-Hannover)              | |
| Oscar Meyer                            | 1876–1961   | DDP                                      | Reichswahlvorschlag            | |
| Fritz Mittelmann                       | 1886–1932   | DVP                                      | 06 (Pommern)                   | |
| Paul Moldenhauer                       | 1876–1947   | DVP                                      | 20 (Köln-Aachen)               | |
| Jacob Ludwig Mollath                   | 1886–1966   | Wirtschaftspartei                        | 02 (Berlin)                    | |
| Albrecht Morath                        | 1880–1942   | DVP                                      | Reichswahlvorschlag            | |
| Julius Moses                           | 1868–1942   | SPD                                      | 02 (Berlin)                    | |
| Otto Most                              | 1881–1971   | DVP                                      | 23 (Düsseldorf-West)           | |
| Hermann Müller                         | 1876–1931   | SPD                                      | 26 (Franken)                   | |
| Paula Müller-Otfried                   | 1865–1946   | DNVP                                     | 03 (Potsdam II)                | |
| D. Reinhard Mumm                       | 1873–1932   | DNVP                                     | 18 (Westfalen-Süd)             | |
| Wilhelm Münzenberg                     | 1889–1940   | KPD                                      | 19 (Hessen-Nassau)             | |
| Robert Neddermeyer                     | 1887–1965   | KPD                                      | 17 (Westfalen Nord)            | |
| Anna Nemitz                            | 1873–1962   | SPD                                      | 08 (Liegnitz)                  | |
| Theodor Neubauer                       | 1890–1945   | KPD                                      | 22 (Düsseldorf-Ost)            | |
| Agnes Neuhaus                          | 1854–1944   | Zentrum                                  | 18 (Westfalen-Süd)             | |
| Karl Neuhaus                           | 1880–1947   | DNVP                                     | 22 (Düsseldorf-Ost)            | |
| Hugo Neumann                           | 1882–1971   | Zentrum                                  | 01 (Ostpreußen)                | |
| Matthias Neyses                        | 1872–1946   | Zentrum                                  | 21 (Coblenz-Trier)             | |
| Hans Nientimp                          | 1884–1947   | Zentrum                                  | 18 (Westfalen-Süd)             | |
| Friedrich Wilhelm Nolte                | 1880–1952   | DHP                                      | 16 (Südhannover-Braunschweig)  | |
| Friedrich Nowack                       | 1890–1959   | SPD                                      | 15 (Osthannover)               | |
| Wilhelm Obendiek                       | 1885–1955   | KPD                                      | 06 (Pommern)                   | |
| Ernst Oberfohren                       | 1881–1933   | DNVP                                     | 13 (Schleswig-Holstein)        | |
| Wilhelm Ohler                          | 1870–1948   | DNVP                                     | 03 (Potsdam II)                | |
| Friedrich Paeplow                      | 1860–1934   | SPD                                      |                                | eingetreten am 21. November 1925 für Abg. Laufkötter, ausgeschieden am 31. Oktober 1926                                                |
| Theodor Paeth                          | 1871–1940   | DNVP                                     | 02 (Berlin)                    | |
| Otto Friedrich Passehl                 | 1874–1940   | SPD                                      | 06 (Pommern)                   | |
| Friedrich Peine                        | 1871–1952   | SPD                                      | 15 (Ost-Hannover)              | |
| Theodor Pennemann                      | 1861–1932   | Zentrum                                  | 14 (Weser-Ems)                 | |
| Alfred Perk                            | 1882–1960   | DNVP                                     |                                | eingetreten am 5. November 1927 für Abg. Wormit                                                                                        |
| Ludwig Perlitius                       | 1872–1938   | Zentrum                                  | 07 (Breslau)                   | |
| Franz Peters                           | 1888–1933   | SPD                                      | 11 (Merseburg)                 | |
| Artur Petzold                          | 1872–1947   | Wirtschaftspartei                        | Reichswahlvorschlag            | |
| Friedrich Pfeffer                      | 1888–1946   | DVP                                      | 12 (Thüringen)                 | |
| Hans Pfeiffer                          | 1895–1968   | KPD                                      | Reichswahlvorschlag            | |
| Joseph Pfleger                         | 1872–1964   | BVP                                      | 25 (Niederbayern)              | |
| Antonie Pfülf                          | 1877–1933   | SPD                                      | 25 (Niederbayern)              | |
| Albrecht Philipp                       | 1883–1962   | DNVP                                     | 29 (Leipzig)                   | |
| Klara Philipp                          | 1877–1949   | Zentrum                                  |                                | eingetreten am 1. April 1926 für Abg. Fehrenbach                                                                                       |
| Agnes Plum                             | 1869–1951   | KPD                                      |                                | eingetreten am 5. Dezember 1925 für Abg. Koenig (Düsseldorf)                                                                           |
| Dietrich Preyer                        | 1877–1959   | DNVP                                     | 01 (Ostpreußen)                | |
| Ernst Putz                             | 1896–1933   | KPD                                      | Reichswahlvorschlag            | |
| Reinhold Quaatz                        | 1876–1953   | DNVP                                     | 28 (Dresden-Bautzen)           | |
| Ludwig Quessel                         | 1872–1931   | SPD                                      | 33 (Hessen-Darmstadt)          | |
| Siegfried Rädel                        | 1893–1943   | KPD                                      | 28 (Dresden-Bautzen)           | |
| Walther Rademacher                     | 1879–1952   | DNVP                                     | 30 (Chemnitz-Zwickau)          | |
| Jürgen von Ramin                       | 1884–1962   | NF                                       | 01 (Ostpreußen)                | später Völkische Arbeitsgemeinschaft (Völkisch-nationaler Block)                                                                       |
| Fritz Raschig                          | 1863–1928   | DDP                                      |                                | verstorben am 4. Februar 1928 |
| Hans Rauch                             | 1876–1936   | BVP                                      | 24 (Oberbayern-Schwaben)       | |
| Hans von Raumer                        | 1870–1965   | DVP                                      | 02 (Berlin)                    | |
| Jakob Wilhelm Reichert                 | 1885–1948   | DNVP                                     | Reichswahlvorschlag            | |
| Johanne Reitze                         | 1878–1949   | SPD                                      | 34 (Hamburg)                   | |
| Hermann Remmele                        | 1880–1939   | KPD                                      | 31 (Württemberg)               | |
| Ernst Graf zu Reventlow                | 1869–1943   | NF                                       | Reichswahlvorschlag            | später NSDAP |
| Werner Freiherr von Rheinbaben         | 1878–1975   | DVP                                      | 07 (Breslau)                   | |
| Anton Rheinländer                      | 1866–1928   | Zentrum                                  | 18 (Westfalen-Süd)             | verstorben am 23. März 1928 |
| Max Richter                            | 1881–1945   | SPD                                      | 13 (Schleswig-Holstein)        | |
| Hartmann Freiherr von Richthofen       | 1878–1953   | DDP                                      | 16 (Südhannover-Braunschweig)  | |
| Prätorius Freiherr von Richthofen      | 1879–1949   | DNVP                                     | 07 (Breslau)                   | ausgeschieden am 2. Februar 1926 |
| Carl Rieseberg                         | 1869–1950   | DNVP                                     | 10 (Magdeburg)                 | |
| Jakob Riesser                          | 1853–1932   | DVP                                      | Reichswahlvorschlag            | |
| Otto Rippel                            | 1878–1957   | DNVP                                     | 18 (Westfalen Süd)             | |
| Adam Röder                             | 1858–1937   | Zentrum                                  | Reichswahlvorschlag            | |
| Adam Röder                             | 1869–1935   | BVP                                      |                                | eingetreten am 9. April 1925 für Abg. Gerstenberger                                                                                    |
| Heinrich Rönneburg                     | 1887–1949   | DDP                                      | Reichswahlvorschlag            | |
| Kurt Rosenbaum                         | 1896–1949   | KPD                                      | 11 (Merseburg)                 | |
| Arthur Rosenberg                       | 1889–1943   | KPD                                      | 02 (Berlin)                    | ab April 1927 fraktionslos |
| Kurt Rosenfeld                         | 1877–1943   | SPD                                      | 12 (Thüringen)                 | |
| Emil Roß                               | 1884–1943   | Zentrum                                  |                                | eingetreten am 17. März 1925 für Abg. Frau Dransfeld, später Volksrechtpartei                                                          |
| Erich Roßmann                          | 1884–1953   | SPD                                      | 31 (Württemberg)               | |
| Heinrich Runkel                        | 1862–1938   | DVP                                      | 13 (Schleswig-Holstein)        | |
| Hans Sachs                             | 1874–1947   | Nationalliberale Landespartei Bayerns    | 26 (Franken)                   | Gast der DNVP |
| Alwin Saenger                          | 1881–1929   | SPD                                      | 24 (Oberbayern-Schwaben)       | |
| Ewald Sauer                            | 1881–1957   | DNVP                                     |                                | eingetreten am 30. Oktober 1926 für Abg. Graf von Merveldt                                                                             |
| Hugo Saupe                             | 1883–1957   | SPD                                      | 29 (Leipzig)                   | |
| Walter Schaeffer                       | 1883–1968   | DNVP                                     |                                | eingetreten am 9. Februar 1926 für Abg. Freiherr von Richthofen (Breslau)                                                              |
| Joseph Schaffner                       | 1887–1966   | SPD                                      | 16 (Südhannover-Braunschweig)  | |
| Ulrike Scheidel                        | 1886–1945   | DNVP                                     | 02 (Berlin)                    | |
| Philipp Scheidemann                    | 1865–1939   | SPD                                      | 19 (Hessen-Nassau)             | |
| Rudolf Schetter                        | 1880–1967   | Zentrum                                  | 20 (Köln-Aachen)               | |
| Martin Schiele                         | 1870–1939   | DNVP                                     | 10 (Magdeburg)                 | |
| Luise Schiffgens                       | 1892–1954   | SPD                                      | 20 (Köln-Aachen)               | |
| Richard Schiller                       | 1874–1941   | SPD                                      | 16 (Südhannover-Braunschweig)  | |
| Minna Schilling                        | 1877–1943   | SPD                                      | 29 (Leipzig)                   | |
| Johannes Schirmer                      | 1877–1950   | SPD                                      | 28 (Dresden-Bautzen)           | |
| Carl Schirmer                          | 1864–1942   | BVP                                      | 26 (Franken)                   | |
| Peter Schlack                          | 1875–1957   | Zentrum                                  | 22 (Düsseldorf-Ost)            | |
| Heinrich Schlagewerth                  | 1890–1951   | KPD                                      | 23 (Düsseldorf-West)           | ab August 1926 fraktionslos, ab November 1926 Linke Kommunisten                                                                        |
| Hans Schlange                          | 1886–1960   | DNVP                                     | 06 (Pommern)                   | |
| Paul Schlecht                          | 1882–1947   | KPD                                      | 04 (Potsdam I)                 | ab April 1927 Linke Kommunisten |
| Alexander Schlicke                     | 1863–1940   | SPD                                      | 31 (Württemberg)               | |
| Wilhelm Schlüter                       | 1871–1930   | SPD                                      | 17 (Westfalen-Nord)            | |
| Georg Schmidt                          | 1875–1946   | SPD                                      | 06 (Pommern)                   | |
| Max Schmidt                            | 1873–1956   | DVP                                      | 08 (Liegnitz)                  | |
| Otto Schmidt                           | 1878–1947   | DNVP                                     | 06 (Pommern)                   | |
| Otto Schmidt                           | 1888–1971   | DNVP                                     | 15 (Osthannover)               | |
| Richard Schmidt                        | 1871–1945   | SPD                                      | 28 (Dresden-Bautzen)           | |
| Robert Schmidt                         | 1864–1943   | SPD                                      | 18 (Westfalen Süd)             | |
| Michael Schnabrich                     | 1880–1939   | SPD                                      | 19 (Hessen-Nassau)             | |
| Heinrich Schnee                        | 1871–1949   | DVP                                      | 04 (Potsdam I)                 | |
| Bruno Schneider                        | 1886–1969   | DNVP                                     | 12 (Thüringen)                 | |
| Gustav Schneider                       | 1877–1935   | DDP                                      | Reichswahlvorschlag            | |
| Rudolph Schneider                      | 1876–1933   | DVP                                      | 28 (Dresden-Bautzen)           | |
| Ernst Schneller                        | 1890–1944   | KPD                                      | 30 (Chemnitz-Zwickau)          | |
| Richard Schönborn                      | 1878–1957   | Zentrum                                  |                                | eingetreten am 22. August 1925 für Abg. Beusch                                                                                         |
| Georg Schöpflin                        | 1869–1954   | SPD                                      | 32 (Baden)                     | |
| Werner Scholem                         | 1895–1940   | KPD                                      | 04 (Potsdam I)                 | ab November 1926 Linke Kommunisten |
| Ernst Scholz                           | 1874–1932   | DVP                                      | 01 (Ostpreußen)                | |
| Maria Schott                           | 1878–1947   | DNVP                                     | 06 (Pommern)                   | |
| Carl Schreck                           | 1873–1956   | SPD                                      | 17 (Westfalen-Nord)            | |
| D. Georg Schreiber                     | 1882–1963   | Zentrum                                  | 17 (Westfalen-Nord)            | |
| Louise Schroeder                       | 1887–1957   | SPD                                      | 13 (Schleswig-Holstein)        | |
| Paul Schröder                          | 1887–1930   | NF                                       | 35 (Mecklenburg)               | später Völkische Arbeitsgemeinschaft (Völkisch-nationaler Block)                                                                       |
| Hermann Schröter                       | 1872–1954   | DNVP                                     | 08 (Liegnitz)                  | |
| Walther Schücking                      | 1875–1935   | DDP                                      | 19 (Hessen-Nassau)             | |
| Max Schütz                             | 1894–1961   | KPD                                      | 18 (Westfalen-Süd)             | ab November 1926 Linke Kommunisten |
| Otto Schuldt                           | 1877–1948   | DDP                                      | Reichswahlvorschlag            | |
| Friedrich Graf von der Schulenburg     | 1865–1939   | DNVP                                     | 35 (Mecklenburg)               | |
| Karl-Anton Schulte                     | 1873–1948   | Zentrum                                  | 07 (Breslau)                   | |
| Georg Schultz                          | 1860–1945   | DNVP                                     | 06 (Pommern)                   | |
| Berta Schulz                           | 1878–1950   | SPD                                      | 18 (Westfalen-Süd)             | |
| Heinrich Schulz                        | 1872–1932   | SPD                                      | Reichswahlvorschlag            | |
| Hermann Schulz                         | 1872–1929   | SPD                                      | 01 (Ostpreußen)                | |
| Paul Schulz-Gahmen                     | 1867–1941   | Zentrum                                  | 18 (Westfalen-Süd)             | |
| Paul Schulze                           | 1883–1966   | DNVP                                     | 05 (Frankfurt a. d. O.)        | |
| Gustav Schumann                        | 1879–1956   | SPD                                      | 06 (Pommern)                   | |
| Oswald Schumann                        | 1865–1939   | SPD                                      | 05 (Frankfurt a. O.)           | |
| Gottfried Schurig                      | 1865–1941   | DDP                                      | 14 (Weser-Ems)                 | |
| Wilhelm Schwan                         | 1884–1960   | KPD                                      | 23 (Düsseldorf-West)           | ab November 1926 Linke Kommunisten |
| Ernst Schwarz                          | 1886–1958   | KPD                                      | Reichswahlvorschlag            | ab April 1926 fraktionslos, ab November 1926 Linke Kommunisten                                                                         |
| Jean Albert Schwarz                    | 1873–1957   | Zentrum                                  | 19 (Hessen-Nassau)             | |
| Rudolf Schwarzer                       | 1879–1965   | BVP                                      | 24 (Oberbayern-Schwaben)       | |
| Friedrich Seger                        | 1867–1928   | SPD                                      | 29 (Leipzig)                   | |
| Theodor Seibert                        | 1870–1936   | DVP                                      | Reichswahlvorschlag            | |
| Hans Seidel                            | 1880–1959   | SPD                                      | 26 (Franken)                   | |
| Paul Seiffert                          | 1866–1936   | Nationalsozialistische Freiheitsbewegung | Reichswahlvorschlag            | später Volksrechtpartei |
| Tony Sender                            | 1888–1964   | SPD                                      | 28 (Dresden-Bautzen)           | |
| Max Seppel                             | 1881–1954   | SPD                                      | 07 (Breslau)                   | |
| Carl Severing                          | 1875–1952   | SPD                                      | 17 (Westfalen-Nord)            | |
| Max Seydewitz                          | 1892–1987   | SPD                                      | 30 (Chemnitz-Zwickau)          | |
| Carl Sievers                           | 1867–1925   | DHP                                      | 15 (Ost-Hannover)              | verstorben am 13. Mai 1925 |
| Hermann Silberschmidt                  | 1866–1927   | SPD                                      | 10 (Magdeburg)                 | verstorben am 3. Dezember 1927 |
| Friedrich Siller                       | 1873–1942   | DNVP                                     | 31 (Württemberg)               | |
| Georg Simon                            | 1872–1944   | SPD                                      | 24 (Oberbayern-Schwaben)       | |
| Joseph Simon                           | 1865–1949   | SPD                                      | 26 (Franken)                   | |
| Josef Sinn                             | 1868–1929   | Zentrum                                  | 20 (Köln-Aachen)               | |
| Wilhelm Sollmann                       | 1881–1951   | SPD                                      | 20 (Köln-Aachen)               | |
| Franz Sonner                           | 1879–1946   | Zentrum                                  | 32 (Baden)                     | |
| Kurt Sorge                             | 1855–1928   | DVP                                      | Reichswahlvorschlag            | |
| Peter Spahn                            | 1846–1925   | Zentrum                                  | Reichswahlvorschlag            | verstorben am 31. August 1925 |
| Martin Spahn                           | 1875–1945   | DNVP                                     | Reichswahlvorschlag            | |
| Georg Sparrer                          | 1877–1936   | DDP                                      | 26 (Franken)                   | |
| Else von Sperber                       | 1881–1977   | DNVP                                     | 01 (Ostpreußen)                | |
| Arnold Spuler                          | 1869–1937   | DNVP                                     | 24 (Oberbayern-Schwaben)       | |
| Wilhelm Staab                          | 1863–1933   | SPD                                      | 04 (Potsdam I)                 | |
| Friedrich Stampfer                     | 1874–1957   | SPD                                      | Reichswahlvorschlag            | |
| Franz Schenk Freiherr von Stauffenberg | 1878–1950   | DNVP                                     | 31 (Württemberg)               | |
| Adam Stegerwald                        | 1874–1945   | Zentrum                                  | 17 (Westfalen-Nord)            | |
| Anna Stegmann                          | 1871–1936   | SPD                                      | 28 (Dresden-Bautzen)           | |
| Heinrich Steiger                       | 1862–1943   | Zentrum                                  | 16 (Südhannover-Braunschweig)  | |
| Karl Steiniger                         | 1864–1947   | DNVP                                     | 04 (Potsdam I)                 | |
| Willy Steinkopf                        | 1885–1953   | SPD                                      | Reichswahlvorschlag            | |
| Johannes Stelling                      | 1877–1933   | SPD                                      | 09 (Oppeln)                    | |
| Walter Stoecker                        | 1891–1939   | KPD                                      | Reichswahlvorschlag            | Fraktionsvorsitzender |
| Franz Stöhr                            | 1879–1938   | NF                                       | 12 (Thüringen)                 | später NSDAP |
| Gustav Stollberg                       | 1866–1928   | SPD                                      |                                | eingetreten am 11. Dezember 1927 für Abg. Silberschmidt, verstorben am 25. Februar 1928                                                |
| Gregor Straßer                         | 1892–1934   | Nationalsozialistische Freiheitsbewegung | Reichswahlvorschlag            | später NSDAP |
| Hermann Strathmann                     | 1882–1966   | DNVP                                     | 26 (Franken)                   | |
| Otto Strauß                            | 1870–1938   | Wirtschaftspartei                        | Reichswahlvorschlag            | |
| Gustav Stresemann                      | 1878–1929   | DVP                                      | Reichswahlvorschlag            | |
| Heinrich Ströbel                       | 1869–1944   | SPD                                      | 30 (Chemnitz-Zwickau)          | |
| Max Strötzel                           | 1885–1945   | KPD                                      | 29 (Leipzig)                   | |
| Walter Stubbendorff                    | 1888–1945   | DNVP                                     | 04 (Potsdam I)                 | |
| Daniel Stücklen                        | 1869–1945   | SPD                                      | 30 (Chemnitz-Zwickau)          | |
| Paul Taubadel                          | 1875–1937   | SPD                                      | 08 (Liegnitz)                  | |
| Hermann Tempel                         | 1889–1944   | SPD                                      |                                | eingetreten am 15. September 1925 für Abg. Helling (Weser)                                                                             |
| Christine Teusch                       | 1888–1968   | Zentrum                                  | 20 (Köln-Aachen)               | |
| Johannes Thabor                        | 1878–1949   | SPD                                      | 23 (Düsseldorf-West)           | |
| Ernst Thälmann                         | 1886–1944   | KPD                                      | 34 (Hamburg)                   | |
| Otto Thiel                             | 1884–1959   | DVP                                      | 29 (Leipzig)                   | |
| Richard Thomsen                        | 1872–1932   | DNVP                                     | 13 (Schleswig-Holstein)        | |
| Karl Tiedt                             | 1881–1938   | KPD                                      |                                | eingetreten am 5. August 1925 für Abg. Eichhorn, ab August 1926 fraktionslos, ab November 1926 Linke Kommunisten, ab 1927 fraktionslos |
| Alfred von Tirpitz                     | 1849–1930   | DNVP                                     | 24 (Oberbayern-Schwaben)       | |
| Ernst Torgler                          | 1893–1963   | KPD                                      | Reichswahlvorschlag            | |
| Peter Tremmel                          | 1874–1941   | Zentrum                                  | 21 (Coblenz-Trier)             | |
| Gottfried Treviranus                   | 1891–1971   | DNVP                                     | 17 (Westfalen Nord)            | |
| Karl Troßmann                          | 1871–1957   | BVP                                      | Reichswahlvorschlag            | |
| Carl Ulitzka                           | 1873–1953   | Zentrum                                  | 09 (Oppeln)                    | |
| Carl Ulrich                            | 1853–1933   | SPD                                      | 33 (Hessen-Darmstadt)          | |
| Hans Unterleitner                      | 1890–1971   | SPD                                      | 24 (Oberbayern-Schwaben)       | |
| Hugo Urbahns                           | 1890–1946   | KPD                                      | 13 (Schleswig-Holstein)        | |
| Karl Vierath                           | 1884–1951   | KPD                                      | 03 (Potsdam II)                | ab August 1927 Linke Kommunisten |
| Johann Vogel                           | 1881–1945   | SPD                                      | 26 (Franken)                   | |
| Wilhelm Vogt                           | 1854–1938   | DNVP                                     | 31 (Württemberg)               | |
| August Vordemfelde                     | 1880–1972   | DNVP                                     | 26 (Franken)                   | |
| Hermann Wäger                          | 1883–1942   | SPD                                      |                                | eingetreten am 2. Oktober 1926 für Abg. Fischer (Berlin)                                                                               |
| Max Wallraf                            | 1859–1941   | DNVP                                     | 20 (Köln-Aachen)               | |
| Helene Weber                           | 1881–1962   | Zentrum                                  | 22 (Düsseldorf-Ost)            | |
| Otto Weber                             | 1893–1961   | KPD                                      | 22 (Düsseldorf-Ost)            | |
| Otto Weber                             | 1889–1972   | KPD                                      |                                | eingetreten am 24. Januar 1928 für Abg. Bohla, ab Februar 1928 Linke Kommunisten                                                       |
| Kurt Wege                              | 1881–1940   | DNVP                                     | 05 (Frankfurt a. d. O.)        | |
| August Wegmann                         | 1888–1976   | Zentrum                                  | Reichswahlvorschlag            | |
| Georg Weidenhöfer                      | 1882–1956   | NF                                       | 16 (Südhannover-Braunschweig)  | später Völkische Arbeitsgemeinschaft (Völkisch-nationaler Block)                                                                       |
| Otto Wels                              | 1873–1939   | SPD                                      | 05 (Frankfurt a. O.)           | |
| Carl Wendemuth                         | 1885–1964   | SPD                                      | 07 (Breslau)                   | |
| Ferdinand Werner                       | 1876–1961   | DNVP                                     | Reichswahlvorschlag            | |
| Kuno Graf von Westarp                  | 1864–1945   | DNVP                                     | 03 (Potsdam II)                | |
| Hermann Westermann                     | 1869–1959   | DVP                                      | 10 (Magdeburg)                 | |
| Franz Wieber                           | 1858–1933   | Zentrum                                  | 23 (Düsseldorf-West)           | |
| Philipp Wieland                        | 1863–1949   | DDP                                      | 31 (Württemberg)               | |
| Erich Wienbeck                         | 1876–1949   | DNVP                                     | 16 (Süd-Hannover-Braunschweig) | |
| Heinrich Wilkens                       | 1881–1948   | Zentrum                                  | 08 (Liegnitz)                  | |
| August Winnefeld                       | 1877–1947   | DVP                                      | 18 (Westfalen-Süd)             | |
| Joseph Wirth                           | 1879–1956   | Zentrum                                  | 32 (Baden)                     | |
| Rudolf Wissell                         | 1869–1962   | SPD                                      | 04 (Potsdam I)                 | |
| Otto Witte                             | 1884–1963   | SPD                                      |                                | eingetreten am 6. November 1926 für Abg. Dißmann                                                                                       |
| Edgar Wolf                             | 1882–1945   | DNVP                                     | 09 (Oppeln)                    | |
| Johannes Wolf                          | 1879–1938   | DNVP                                     | 06 (Pommern)                   | |
| Eugen Wormit                           | 1871–1927   | DNVP                                     | 01 (Ostpreußen)                | verstorben am 22. Oktober 1927 |
| Johannes Wunderlich                    | 1876–1935   | DVP                                      | 29 (Leipzig)                   | |
| Mathilde Wurm                          | 1874–1935   | SPD                                      | 12 (Thüringen)                 | |
| Albert Zapf                            | 1870–1940   | DVP                                      | Reichswahlvorschlag            | |
| Clara Zetkin                           | 1857–1933   | KPD                                      | Reichswahlvorschlag            | |
| Paul Ziegler                           | 1871–1945   | DDP                                      | 18 (Westfalen-Süd)             | |
| Fritz Zubeil                           | 1848–1926   | SPD                                      | 03 (Potsdam II)                | verstorben am 27. Dezember 1926 |